# Кантонська опера
Кантонська опера є однією з основних категорій китайської опери, що походить з провінції Гуандун на півдні Китаю. Вона популярна в Гуандуні, Гуансі, Гонконзі, Макао та серед китайських громад у Південно-Східній Азії. Як і всі версії китайської опери, це традиційний китайський вид мистецтва, що включає музику, спів, бойові мистецтва, акробатику та акторську гру.

## історія
Існують суперечки щодо походження кантонської опери, але загальновизнано, що опера була привезена з північної частини Китаю та повільно мігрувала до південної провінції Гуандун наприкінці 13 століття, під час пізньої династії Південна Сун. У 12 столітті існувала театральна форма під назвою Наньсі, або «південна драма», яку розігрували в публічних театрах Ханчжоу, тодішньої столиці Південної Сун. Після вторгнення монгольської армії імператор Гун із династії Сун утік із сотнями тисяч людей Сун у Гуандун у 1276 році. Серед них були виконавці Нансі з Чжецзяна, які привели Нансі до Гуандуну та допомогли розвинути оперні традиції на півдні.
Сьогодні виконуються багато відомих опер, як-от «Ді Ню Хуа» за часів династії Мін і «Пурпурова шпилька» за часів династії Юань із текстами та текстами кантонською мовою. До 20 століття всі жіночі ролі виконували чоловіки.

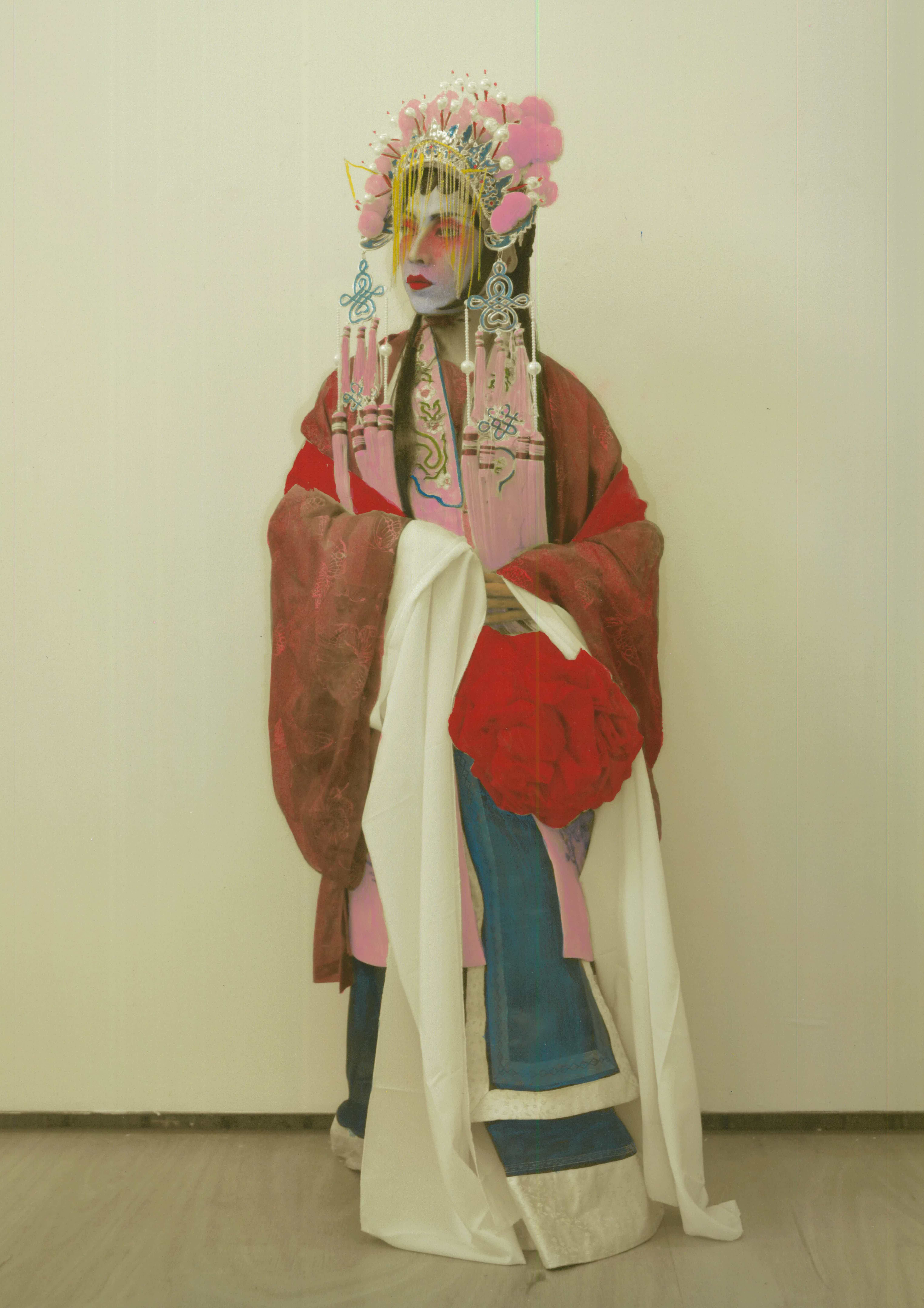
Розфарбоване вручну фото виконавця чоловічого танцю Кантонської опери в ролі Хау Мулан у 1927 році, Гонконг

### Рання розробка в Шанхаї
У 1840-х роках велика кількість бізнесменів Гуандуну приїхали до Шанхаю за можливостями. Вони володіли багатими ресурсами, тому їх вплив у Шанхаї поступово зростав (Song, 1994). Пізніше були створені різні асоціації кланів, щоб спонсорувати різні культурні заходи, однією з яких була кантонська опера. З 1920-х по 1930-ті роки розвиток кантонської опери в Шанхаї був дуже вражаючим (Chong, 2014). У той час універмаги, відкриті кантонськими бізнесменами в Шанхаї, мали свої кантонські оперні театральні компанії. Крім того, літератори Гуандуну в Шанхаї завжди докладали великих зусиль для просування опери Гуандуну. Газета записала, що «кантонські опери часто грали в той час. А актори, які приїжджали виступати в Шанхай, були дуже відомі. Щоразу багато кантонських купців бронювали, щоб запросити своїх гостей насолодитися оперою». (Cheng, 2007)

### Розробка в Гонконзі
Починаючи з 1950-х іммігранти втекли з Шанхаю в такі райони, як Норт-Пойнт. Їхній приїзд суттєво збільшив коло шанувальників кантонської опери. Крім того, китайський уряд хотів донести послання соціалістичної революції до китайського народу під колоніальним правлінням у Гонконзі. Агенти китайського уряду заснували газетні платформи, такі як Ta Kung Pao (кит.: 大公報) і Chang Cheung Hua Pao (кит.: 長城畫報), щоб популяризувати кантонську оперу серед гонконзької аудиторії. Ці нові платформи використовувалися для просування нових випусків Cantonese Opera. Це допомогло підвищити популярність кантонської опери серед гонконзької публіки. Поступово кантонська опера стала частиною щоденної розважальної діяльності в колонії.
Популярність кантонської опери продовжувала зростати протягом 1960-х років. Більше театрів було засновано в Шеун Ван і Сай Ван, які стали важливими розважальними районами. Пізніше вистави почали проводити на дитячих майданчиках, що дало більше можливостей для розвитку кантонської опери в Гонконзі. У міру того, як розмаїлися місця проведення, розширилася й різноманітність аудиторії. Однак кантонська опера почала занепадати, оскільки наприкінці 1960-х років почали розвиватися телебачення та кіно. Порівняно з кантонською оперою кіно було дешевшим, а телебачення зручнішим. Згодом деякі театри почали перепрофільовувати під комерційні чи житлові будинки. Зменшення кількості доступних театрів ще більше сприяло занепаду кантонської опери на території.
Після знесення театру Лі та закриття багатьох сцен (театр Тай Пінг, театр Ко Шинг Паладіум, театр Астор або колишній театр По Хінг, парк розваг Кай Так і парк розваг Лай Чі Кок), які були присвячені кантонському жанру Протягом багатьох десятиліть гонконзький театр «Сонячне проміння» є одним з останніх об'єктів, які все ще стоять, де демонструється кантонська опера.
На початку 1980-х Люн Хонвай був одним із перших у своєму поколінні Асоціації китайських художників Гонконгу (hkbarwo), який проводив уроки та активно брав участь у пошуку талантів. Класи Кантонської оперної академії Гонконгу почалися в 1980 році.
Щоб інтенсифікувати освіту в кантонській опері, у 1998 році за підтримки Гонконзької академії виконавських мистецтв вони почали проводити вечірні заочні сертифікаційні курси навчання кантонській опері. У 1999 році Асоціація та Академія далі провели дворічну денну дипломну програму з виконавського мистецтва в Кантонській опері з метою підготовки професійних акторів і актрис. З метою подальшого підвищення рівня студентів Асоціація та Академія в наступному навчальному році започаткували поглиблений курс кантонської опери.
Останніми роками Рада розвитку мистецтв Гонконгу надала гранти Лабораторії кантонської опери «Любов і віра» для проведення класів кантонської опери для дітей та молоді. Департамент дозвілля та культурних послуг також профінансував Міжнародну асоціацію театральних критиків (відділення в Гонконзі) для впровадження «Схеми культурних посланників для кантонської опери» для просування традиційних китайських постановок у суспільстві.
Крім того, уряд Гонконгу планував просувати кантонську оперу через різні канали зв'язку. Вони хотіли побудувати більше театрів для глядачів Гонконгу, щоб мати більше можливостей насолоджуватися кантонською оперою. Також планується розвиток професійних талантів у кантонській опері. Кантонська опера стала частиною обов'язкового предмету «Музика» в початковій школі. Для вчителів Освітнє бюро надало деякі навчальні та навчальні матеріали, пов'язані з кантонською оперою.

### Мистецькі фестивалі
У перше десятиліття фестивалів мистецтв у Гонконзі та фестивалів азійського мистецтва, кантонські оперні вистави внесли ті, хто представляв левову частку ринку (відомі трупи, відомі виконавці Ланг Чі Бак, а також Люн Сінг По у свої золоті роки або видатні виконавці у розквіті сил): 
Фун Вонг Нуі (1925–1992)
1974, 2-й Гонконзький фестиваль мистецтв (самофінансування 3 назви)
《薛平貴》 Сюе Пінгуй
《胡不歸》 Час повертатися додому
《貍貓換太⼦》 Заміна принца на єнота
1979, 7-й Гонконзький фестиваль мистецтв*
1980, 8-й Гонконзький фестиваль мистецтв
Лам Кар Сінг (1933—2015), носій традиції, переданої Сіт Ґок Сіном, власник торгової марки/традиції (особисте мистецтво замість прибуткової кар'єри «за наймом» у кіно чи на сцені), а також репетитор-волонтер двом ( 1987, 2008) студентам, обраним безпосередньо зі шкіл
1976, 1-й Фестиваль мистецтв Азії
1977, 2-й Фестиваль мистецтв Азії
《雙槍陸文龍》 Лу Вень-лонг
《紅樓寶黛》 Бао і Дай з Червоної палати
1978, 6-й Гонконзький фестиваль мистецтв*
《梁祝恨史》 Любителі метеликів
Титул Ям-Фонг
Протягом двох десятиліть постійна співпраця з Лі Бо-ін
У 1976 році Лун Кім Сан втратив єдину сумісну партнерку для цього титулу
Одна з багатьох простежуваних художніх інтерпретацій тієї самої легенди
У листопаді 1987 року Лем створив власний (як і раніше проти Лі Бо-ін) і зробив його сучасною переважаючою версією.
1978, 3-й Фестиваль мистецтв Азії
1980, 5-й Фестиваль мистецтв Азії
1982, 7-й Фестиваль мистецтв Азії
1984, Двотижневий китайський оперний театр (кит. 中國戲曲匯演)
《胡不歸》 Time To Go Home – сучасна переважна версія
《雷鳴金鼓戰笳聲》 Звуки бою
《三夕恩情廿載仇》 Романтика та ненависть
《無情寶劍有情天》 Безжальний меч під милосердним небом
- Востаннє як Ланг Чі Бак (1904—1992), так і Люн Сінг По виступали в 1979 році.

Лун Кім Санг: 
1983, 8-й Фестиваль мистецтв Азії
1984, 9-й Фестиваль мистецтв Азії
《帝女花》 Ді Ню Хуа
《紫釵記》 Фіолетова шпилька
《紅樓夢》 Сон у червоному теремі
40 років після найвідомішої ролі та титулу Яма (навпроти Чан Їм Нунга) у 1944 році
Новий сценарій дебютував у листопаді 1983 року
Сучасна переважна версія
《花田八喜》 Помилка на фестивалі квітів
《再世紅梅記》 Перевтілення красуні
《牡丹亭驚夢》 The Peony Pavilion
1985, 10-й фестиваль мистецтв Азії
Невідомих груп експериментального характеру, не кажучи вже про тих, хто пізнього буму не мав ринкової вартості, не було на карті чи в голові тих, хто організовував ці заходи. Це змінилося з тих пір, як у 40-х роках Люн Хон-Вай знайшов свій шлях до трампліна або стартового майданчика, який він бажав для домашніх проектів різного характеру.

### Державне фінансування
Продовжувати традицію, передаючи те, що старійшини та ветерани успадкували від попередніх поколінь, і покращувати сталість за допомогою нової оригінальної музики, текстів і сценаріїв.
- Фонд розвитку кантонської опери[14]
- Рада розвитку мистецтв Гонконгу, гранти[15]

Спадщина є таким же абстрактним поняттям, як і традиції, тоді як грошова підтримка реальна. Однак старости не є омбудсменами в жодному сенсі, і вони беруть державні кошти з власних причин. Тобто вони стоять по коліно в комерційних виступах, навіть будучи членом вищевказаних організацій.
Юрень століття тому може бути ад'юнкт-доцентом зараз у Гонконзі. Ма Се Цанг у фільмі під назвою « Велика гроза» (1954) продемонстрував, як юурен веде бізнес у громаді.
Люн Хон-Вай, який задає моду, розповів на камеру про свою доктрину, пов'язану з новими творами, які він написав, і грошовою підтримкою від різних органів влади Гонконгу. Тобто мистецькі фестивалі дали йому фінансові кошти, ідентичність, рекламні ресурси та можливості, яких інакше не було. Допитливий глядач отримує непогані касові збори лише за 2–3 покази однієї новинки. Крім того, він заплатив лише 50 % за те, щоб зібрати нові костюми для своїх вистав для майбутніх виступів різних творів.
У 2015 році класика Сісти Кок Син принесла понад 105 200 гонконзьких доларів. Батьки, які разом мали понад 100 років досвіду, виявили, що ділитися сценою зі своїм сином неможливо без субсидій від Golden Will Chinese Opera Association та Wan Fai-yin, Christina.
Time To Go Home відрізняється від тих, що Леунг дебютував на фестивалях мистецтва з:-
1. Ця класична композиція Sit 1939 року стала обрядом для нових виконавців, щоб стати видатними головними чоловічими ролями.
2. Це стосується лише мінімальних костюмів, реквізиту та чисельності команди.
3. Він популярний як післяобідній наповнювач у виконавців третього рівня в бамбукових театрах.

У 2019 році Юен Сіу Фай сказав на радіо, що, на його думку, доступне фінансування робить бенефіціарів фінансово безвідповідальними, на відміну від нього самого та інших, які вкладають власні гроші в рот. Юен, який регулярно працює в трупах із забезпеченим державним фінансуванням, не встановив зв'язку між своїми двома ролями.
На відміну від Африки, усе село несе відповідальність за виховання дітей лише певного натовпу. І політичні, і соціальні гуаньсі створюють або ламають майбутнє перспективних виконавців так само, як пам'ятають Бак Юк Тонга як одну з чотирьох суперзірок чи ні. За словами Юена, Бак є антикомуністом, і тому його статус у материковому Китаї (КНР) інший.

### Приватне фінансування
- Мистецтво Fong Yim-fun Sustainability Project, Shaw College, КУГ.
У серпні 2014 року була офіційно відкрита галерея веселого мистецтва Фонг Йім.[16]
- Доктор Ян Люн Їм Фун Кеті, почесний довічний голова правління, пожертвувала одне зі своїх володінь під постійний офіс Асоціації китайських художників Гонконгу, щоб забезпечити резиденціями літніх музикантів.

### Стрибок через акулу
У 2019 році Юен Сіу Фай сказав, що старі виконавці повинні залишатися в центрі сцени до тих пір, поки вони хочуть займати центральне місце, замість того, щоб ділитися, не кажучи вже про те, щоб поступатися центром уваги наступним або навіть молодшим поколінням. Юен наполягає, що виконавці без мішків під очима не можуть бути хорошими.
У 2018 році Лав Кар Ін сказав, що Чан Кам Тонг уже стрибав через акулу в середині 1950-х років, більше ніж за десять років до того, як Чан фактично залишив сцену, або понад 60 років, щоб це було підтверджено громадськості. Покоління (Yuen, Law та інші) з мішками під очима продовжило там, де зупинився Leung. Таким чином, ці старі виконавці підтримують традицію чань і попутно створюють записи. Однак калібр майстрів Чань не потребував режисерів.
Двоє виконавців, з якими Чан тісно співпрацював, які, безумовно, гідно залишили сцену за власним бажанням, — Ям Кім Фай і Їм Фун Фонг. Вони обидва відкрито докоряли (у 1969 і 1987 роках відповідно, не більш суворо, ніж те, що зробили Лам Кар Сінг і його дружина в 1983 році) окремих нащадків, які були під їхньою опікою коротко, але офіційно. Популярність Yam-Fong у Гонконзі продовжує зростати, незважаючи на очевидну відсутність офіційних наступників, оскільки Лунг Кім Санг і Лі Бо Ін продовжили там, де вони зупинилися.
За словами Лі Цзяня, народженого Лай По Ю, (黎鍵，原名黎保裕), спостерігача, кантонська опера в Гонконзі стрімко розвивалася приблизно в 1985-86 роках. Фактичні спадкоємці майстрів-виконавців Лі Бо Ін, Лам Кар Сінг і Лун Кім Санг залишили сцену в 1993 році або раніше, останнього переломного моменту кантонської опери для Гонконгу та за його межами у 20 столітті. Наслідки також значні та тривалі. На відміну від Фонга і Лунга, Ям і Лі ніколи не поверталися.
До кінця свого життя Ям навіть не вклонялася під час виклику завіси, хоча вона була в аудиторії більшість днів, коли трупа Лунга виступала в Гонконзі. Юен назвав Ям лінивою, почуваючись досить комфортно в оточенні Ям, тому що вона не коментувала якийсь торт, який подавали за лаштунками в ті дні.

### Усе даремно
Коли бізнес-середовище було зруйноване, місцеві оперні трупи Теочева втратили свої позиції щодо оперних вистав на фестивалі привидів на сцені. Відтоді категорія Teochew зникла в Гонконзі.
Чан Кімсен, колишній голова Асоціації китайських артистів Гонконгу, бачив подібні загрози щодо кантонської опери та боровся зубами й нігтями за безпеку роботи членів. Чан, репрезентативний спадкоємець кантонської опери в Списку нематеріальної культурної спадщини людства, помер 19 серпня 2013 року.

## Характеристики
Кантонська опера має багато спільних рис з іншими жанрами китайського театру. Коментатори часто пишаються ідеєю, що всі стилі китайського театру подібні, але з незначними варіаціями загальнокитайської музично-театральної традиції, а основні риси чи принципи є послідовними від однієї місцевої форми вистави до іншої. Таким чином, музика, спів, бойові мистецтва, акробатика та акторська майстерність представлені в кантонській опері. Більшість сюжетів засновані на китайській історії та відомій китайській класиці та міфах. Також у виставах можна побачити культуру та філософію китайського народу. Чесноти (наприклад, вірність, любов, патріотизм і вірність) часто відображаються в операх.
Ось деякі особливості кантонської опери:
1. Cing sik sing (程式性; Jyutping: cing4 sik1 sing3) — шаблонний, формалізований.
2. Хеой дзі сінг (虛擬性; Джютпін: хеой1 дзі5 сінг3) — абстракція реальності, дистанціювання від реальності.
3. Sin ming sing (鮮明性; Jyutping: sin1 ming4 sing3) — чіткий, виразний, недвозначний, добре визначений.
4. Zung hap ngai seot jing sik (綜合藝術形式; Jyutping: zung3 hap6 ngai6 seot6 jing4 sik1) — композитний або синтетичний вид мистецтва.
5. Sei gung ng faat (四功五法; піньїнь: sì gōng wǔ fǎ, Jyutping: sei3 gung1 ng5 faat3) — чотири навички та п'ять методів.

Чотири навички та п'ять методів — це проста кодифікація областей навчання, якими повинні опанувати артисти театру, і метафора для найбільш розвинутих і ретельно підготовлених виконавців. Чотири навички застосовуються до всього спектру вокальних і драматичних тренувань: співу, акторської майстерності/рухів, мовлення та бойових/гімнастичних навичок; тоді як п'ять методів є категоріями технік, пов'язаних із певними частинами тіла: руками, очима, тілом, волоссям і ногами/техніками ходьби.
Акторська гра, акробатика, музика та спів на сцені добре відомі як основні характеристики живих виступів у театрах. Записи не замінювали людський голос за лаштунками за реквізитом лише тоді, коли учасників хору фактично представляли аудиторії під час виклику завіси.

## Значимість
До широкого розповсюдження формальної освіти кантонська опера навчала аудиторію моралі та посланням, а не була лише розвагою. Уряд використовував театр, щоб просувати ідею бути вірним імператору та любити країну (忠君愛國). Таким чином, уряд часто перевіряв театр і забороняв будь-який театр, якщо було передано або розглянуто шкідливе повідомлення. Дослідження, проведене Ло, показало, що кантонський оперний спів також пов'язує людей похилого віку з почуттям колективізму, тим самим сприяючи підтримці міжособистісних стосунків і сприяючи успішному старінню. (Лу, 2014). Молоді люди будують ритуали вивчення кантонської опери як важливий контекст для свого особистого розвитку.

## Опери божеств
Кантонська опера є різновидом Опер божеств. Опери для божеств часто виконуються під час святкування народних свят, днів народження божеств, встановлення чи ремонту вівтарів і храмів. Громада організовує виставу опери, яка використовується для святкування народження богів або для співпраці з бойовими мистецтвами, такими як «Розважати людей і розважати Бога» та «Бог і люди». Ці вистави можна назвати «Операми для божеств». Цей король акторської майстерності походив із династій Мін і Цін. Його також називали сакральною драмою у виконанні Божого дня народження. Це заслуга для Бога. Згідно з дослідженням, більшість кантонських опер у Гонконзі належать до опер для божеств, а характер підготовки до «Цирку бога» можна умовно розділити на три категорії: святкування богів, фестиваль голодних привидів, династії Тайпін Цін, відкриття храму та традиційні святкування фестивалю. У 1960-1970-х роках китайська опера була на спаді. Однак завдяки підтримці Opera for Deities деякі трупи можуть продовжувати виступи. У 1990-х роках загальний показник продуктивності опер для божеств зменшився з двох третин до двох п'ятих у 1980-х роках, у кантонській оперній індустрії не існує такого поняття, як виконання.

## Виконавці та ролі

### Види гри
Існує два типи кантонських оперних п'єс: Моу (武, «бойові мистецтва») і Ман (文, «високоосвічений», особливо в поезії та культурі). П'єси Моу підкреслюють війну, персонажі зазвичай є генералами або воїнами. Ці роботи містять сцени дії та включають багато зброї та броні. Чоловік грає, як правило, ніжніше й елегантніше. Головними героями цих п'єс є вчені. Водні рукави широко використовуються в чоловічих п'єсах для створення рухів, що відображають елегантність і ніжність персонажів; усі жіночі персонажі носять їх. У чоловічих п'єсах герої докладають багато зусиль, щоб створити характерну міміку та жести, щоб висловити свої глибинні емоції.

### Ролі
Існує чотири типи ролей: Сан (Шен), Даан (Дан), Цзін (Цзін) і Кау (Чоу).

#### Санг
Санг (生; Sheng) — чоловічі ролі. Як і в інших китайських операх, існують різні типи чоловічих ролей, наприклад:
- Siu2 Sang1 (小生) — буквально молодий джентльмен, ця роль відома як молодий учений.
- Mou5 Sang1 (武生) — роль чоловіка-воїна.
- Siu2 Mou5 Sang1 (小武生) — молодий воїн (зазвичай не головний актор, а більш акробатична роль).
- Man4 Mou5 Sang1 (文武生) — буквально цивілізований військовий чоловік, ця роль відома як гладко поголений вчений-воїн. Актриси трьох поколінь протягом майже століття, які мають величезний успіх у всьому світі, зазвичай виконують цю чоловічу роль: Ям Кім Фай (наставник і перше покоління), Лонг Кім Санг (протеже і друге покоління), Коі Мін Фай і Лау Вай Мін (двоє наймолодших, перерахованих нижче як за віком, так і за досвідом).
- Лу5 Санг1 (老生) — роль старого.
- Соу1 Санг1 (鬚生) — бородата роль

#### Даан
Даан (旦; Dan) — жіночі ролі. Різні форми жіночих персонажів:
- Фаа1 Даан2 (花旦) — буквально «квітка» балу, ця роль відома як юна красуня.
- Yi6 Faa1 Daan2 (二花旦) — Буквально друга квітка, ця роль відома як допоміжна жінка.
- Mou5 Daan2 (武旦) — роль жінки-воїна.
- Dou1 Maa5 Daan2 (刀馬旦) — роль молодої жінки-воїна.
- Гвай1 Мун4 Даан2 (閨門旦) — роль доброчесної жінки.
- Лу5 Даан2 (老旦) — роль старої жінки.

#### Цзін
Цзін (淨; Цзін) відомі розмальованими обличчями. Часто це персонажі чоловічої статі, такі як герої, генерали, лиходії, боги чи демони. Намальовані обличчя зазвичай:
- Man4 Zing2 (文淨) — персонаж із розфарбованим обличчям, який акцентує увагу на співі.
- Mou5 Zing2 (武淨) — персонаж із розфарбованим обличчям, який акцентує увагу на бойових мистецтвах.

Деякі персонажі з розфарбованими обличчями:
- Чжан Фей (張飛; Zœng1 Fei1) і Вей Янь (魏延; Ngai6 Jin4) із «Трьох принижень Чжоу Ю» (三氣周瑜; Saam1 Hei3 Zau1 Jyu4).
- Сян Юй (項羽; Хун6 Цзюй5) із фільму «Король-гегемон прощається зі своєю наложницею» (霸王別姬; Баа3 Вонг4 Біт6 Гей1).
- Сунь Укун (孫悟空; Syun1 Ng6 Hung1) і Sha Wujing (沙悟凈; Saa1 Ng6 Zing6) із «Подорожі на Захід» (西遊記; Sai1 Jau4 Gei3).

#### Кау
Кау (丑; Чоу) — клоунські персонажі. Деякі приклади:
- Cau2 Sang1 (丑生) — чоловік-клоун.
- Cau2 Daan2 (丑旦) — жінка-клоун.
- Man4 Cau2 (文丑) — цивілізований клоун.
- Coi2 Daan2 (彩旦) — старша жінка-клоун.
- Mou5 Cau2 (武丑) — акробатична комедійна роль.

## Видатні люди

### Основні артисти кантонської опери
Основні кар'єрні артисти кантонської опери (сцени) включають:
| Ім'я українською | Китайська        | Примітки          |
| ---------------- | ---------------- | ----------------- |
| Бак Шеут Сін     | 白雪仙           |                   |
| Вонг Чін СуйIMDb | 黃千歲           | HKMDB             |
| Мак Бінг-він     | 麥炳榮           | IMDb HKMDB        |
| Сунь Ма Ше Цан   | 新馬師曾         |                   |
| Кван Так Хінг    | 關德興           |                   |
| Люо Пінчао       | 羅品超           |                   |
| Чан Кам Тонг     | 陳錦棠(武狀元)   | IMDb1 IMDb2 HKMDB |
| Ям Бінг-їі       | 任冰兒(二幫王)   | [ 26 ]            |
| Лі Хенг Кам      | 李香琴           |                   |
| Лам Кар Сінг     | 林家聲(薛腔)     | [ 27 ]            |
| Хо Фей ФаньIMDb  | 何非凡(凡腔)     | HKMDB             |
| Тан Бік-ван      | 鄧碧雲(萬能旦后) |                   |
| Люн Сінг По      | 梁醒波(丑生王)   |                   |
| Ланг Чі БакIMDb  | 靚次伯(武生王)   | HKMDB             |
| Там Лян-Хінг     | 譚蘭卿(丑旦)     | IMDb1 IMDb2 HKMDB |
| Ау Єнг КімIMDb   | 歐陽儉           | HKMDB             |

- Kai Tak Amusement Park (zh) виховане покоління.

| Ім'я українською | Китайська | Примітки      |
| ---------------- | --------- | ------------- |
| Ман Чін Суй*     | 文千歲    |               |
| Юен Сіу Фай*     | 阮兆輝    | [ 29 ]        |
| Вонг Чіу Кван*   | 王超群    | [ 30 ]        |
| Янь Фей Інь*     | 尹飛燕    | [ 31 ]        |
| Нг Мей Ін*       | 吴美英    | [ 32 ] [ 33 ] |
| Нан Фенг*        | 南凤      | [ 34 ]        |
| Ляв Кар-їінг*    | 羅家英    | [ 35 ]        |
| Люн Хонвай*      | 梁漢威    |               |

### Жіночі ролі
Це список кантонських оперних виконавиць, які відомі своїми головними жіночими ролями (кит. трад.: 文武全才旦后):
| Ім'я актриси  | китайський | Примітки                                             |
| ------------- | ---------- | ---------------------------------------------------- |
| Фунг Вонг-Нуї | 鳳凰女     | Почала співати в кантонській опері в 13 років.       |
| Лау Ім-Хін    | 羅艷卿     | Почала навчатися в кантонській опері в 10 років.     |
| Юй Лай-Чжень  | 余麗珍     | У 16 років почала співати в кантонській опері. hkmdb |
| Нг Кун Лай    | 吳君麗     | [ 37 ] [ 38 ]                                        |
| Чан Хо-Кау    | 陳好逑     | [ 37 ]                                               |
| Чан Їм Нунг   | 陳艷儂     | IMDb HKMDB                                           |

### Жіночі стилі вокалу
Це список кантонських оперних виконавиць, які відомі своїм жіночим вокалом (著名旦腔):
| Ім'я актриси  | китайський     | Примітки                       |
| ------------- | -------------- | ------------------------------ |
| Шеунг Хой-Муї | 上海妹(妹腔)   | IMDb, HKMDB                    |
| Лі Сует-Фонг  | 李雪芳(祭塔腔) | IMDb HKMDB                     |
| Хун Сін Нуй   | 紅線女(紅腔)   |                                |
| Fong Yim Fun  | 芳艷芬(芳腔)   | Фонг-стиль або тон Фонг. HKMDB |
| Лі Бо-Ін      | 李寶瑩(芳腔)   | IMDb HKMDB                     |

### Чоловічі партії
Це список жінок-кантонських оперних виконавиць, які відомі всьому світу своїми співами та виступами в ролі головних чоловіків. Кожен із них провів або провів десятиліття на сцені, керував власною трупою та склав власний репертуар як кар'єрні виконавці. (著名女文武生):
| Ім'я актриси         | китайський   | Примітки                                     |
| -------------------- | ------------ | -------------------------------------------- |
| Ям Кім Фай           | 任劍輝(任腔) | Востаннє на сцені в 1969 році. (40 років)    |
| Лун Кім Санг         | 龍劍笙(任腔) | Уперше на сцені в 1961 році. (60 років)      |
| Кой Мін Фай          | 蓋鳴暉       | Закінчив навчання у 1980-х роках. (30 років) |
| Лау Вай Мін          | 劉惠鳴       | Закінчив навчання у 1980-х роках. (30 років) |
| Сесілія Лі Фунг-Сінг | 李鳳聲       | Незначний                                    |

### Чудовий чоловічий вокал
Це список кантонських оперних співачок, відомих як «Чотири великі чоловічі вокали» (平喉四大天王):
| Ім'я актриси  | китайський   | Примітки   |
| ------------- | ------------ | ---------- |
| Цуй Лау Сеен  | 徐柳仙(仙腔) | IMDb HKMDB |
| Сіу Мен Сінг  | 小明星(星腔) | IMDb HKMDB |
| Ченг Юет Йі   | 張月兒       | IMDb HKMDB |
| Ченг Вай Фонг | 張惠芳       | [ 47 ]     |

### Чотири суперзірки
Це список чоловіків-кантонських оперних виконавців, відомих як Чотири суперзірки (四大天王):
| Ім'я актора             | китайський         |
| ----------------------- | ------------------ |
| Сит Гок Син IMDb1 IMDb2 | 薛覺先(薛腔) HKMDB |
| Ма Се Цанг IMDb1 IMDb2  | 馬師曾HKMDB        |
| Квай Мін Єнг IMDb       | 桂名揚HKMDB        |
| Бак Юк Тонг IMDb1 IMDb2 | 白玉堂HKMDB        |

### Чотири суперклоуни
Це список чоловіків-кантонських оперних виконавців, відомих як Чотири супер клоуни (Кау) (四大名丑):

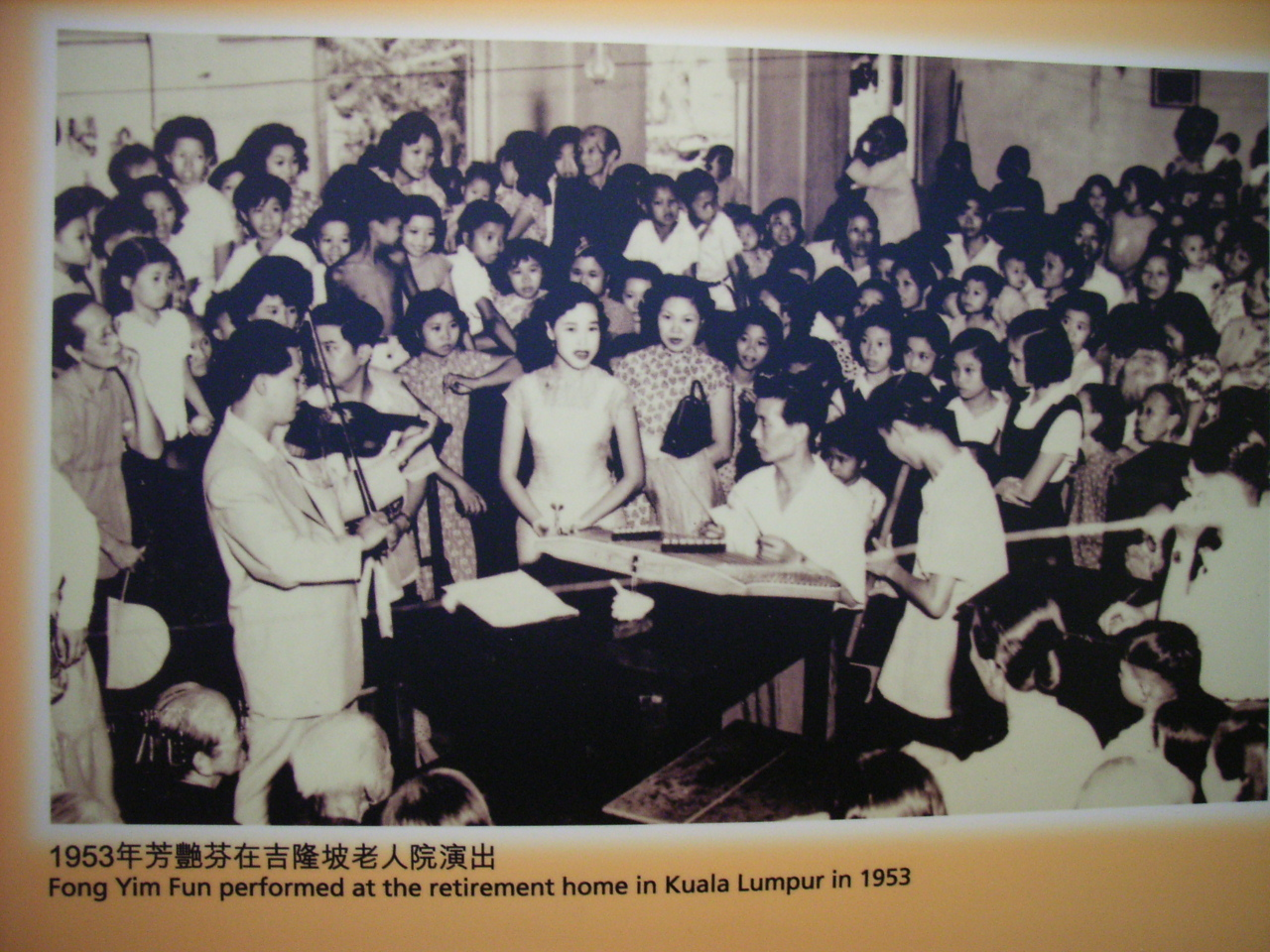
Фонг Їм Фун виступає за межами кантонської опери в 1953 році

| Ім'я актора          | китайський  |
| -------------------- | ----------- |
| Бун Ят Он сайті IMDb | 半日安HKMDB |
| Лі Хой-Чуен          | 李海泉      |
| Лю Хап Вай IMDb      | 廖俠懷HKMDB |
| Є Фунуо IMDb         | 葉弗弱HKMDB |

## Візуальні елементи

### Макіяж

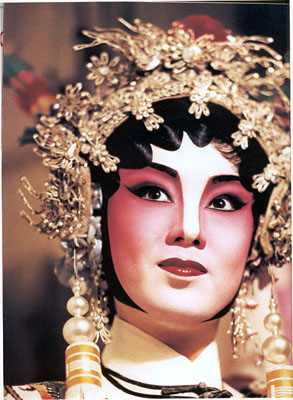
Жінка-генерал

Нанесення гриму для кантонської опери — тривалий і спеціалізований процес. Одним із найпоширеніших стилів є «біле та червоне обличчя»: нанесення білої основи та червоного кольору навколо очей, який зникає до нижньої частини щік. Брови чорні, іноді видовжені. Зазвичай жіночі персонажі мають тонші брови, ніж чоловічі. Навколо очей є чорний макіяж, форма якого схожа на очі китайського фенікса (鳳眼; fung6 ngaan5). Губна помада зазвичай яскраво-червона (口唇膏; hau2 seon4 gou1).
Актриса жіночої ролі в процесі нанесення своєї розмітки: намазування кремом, основа на щоках і лобі; нанесення рум'ян на щоки, повіки і обидві сторони носа; підводячи брови і малюючи лінії очей і тіні; наклеївши шиньйони на обличчя для створення овальної форми; перед цим була нанесена помада; розміщення шпильок на шиньйоні.
Акторам роблять тимчасову підтяжку обличчя, підтримуючи шкіру стрічкою на потилиці. Це піднімає куточки очей, створюючи авторитетний погляд.
Кожна роль має свій стиль гриму: у клоуна, наприклад, велика біла пляма посередині обличчя. У хворого персонажа між бровами тонка червона лінія, спрямована вгору. Ролі агресивних і розчарованих персонажів часто мають форму стріли, що зникає на лобі між бровами (英雄脂; цзін1 хун4 цзі1).
Сильні персонажі чоловічої статі носять «відкрите обличчя» (開面; хой1 хв4). Макіяж кожного персонажа має свої відмінні характеристики із символічними візерунками та кольорами.

### Костюми

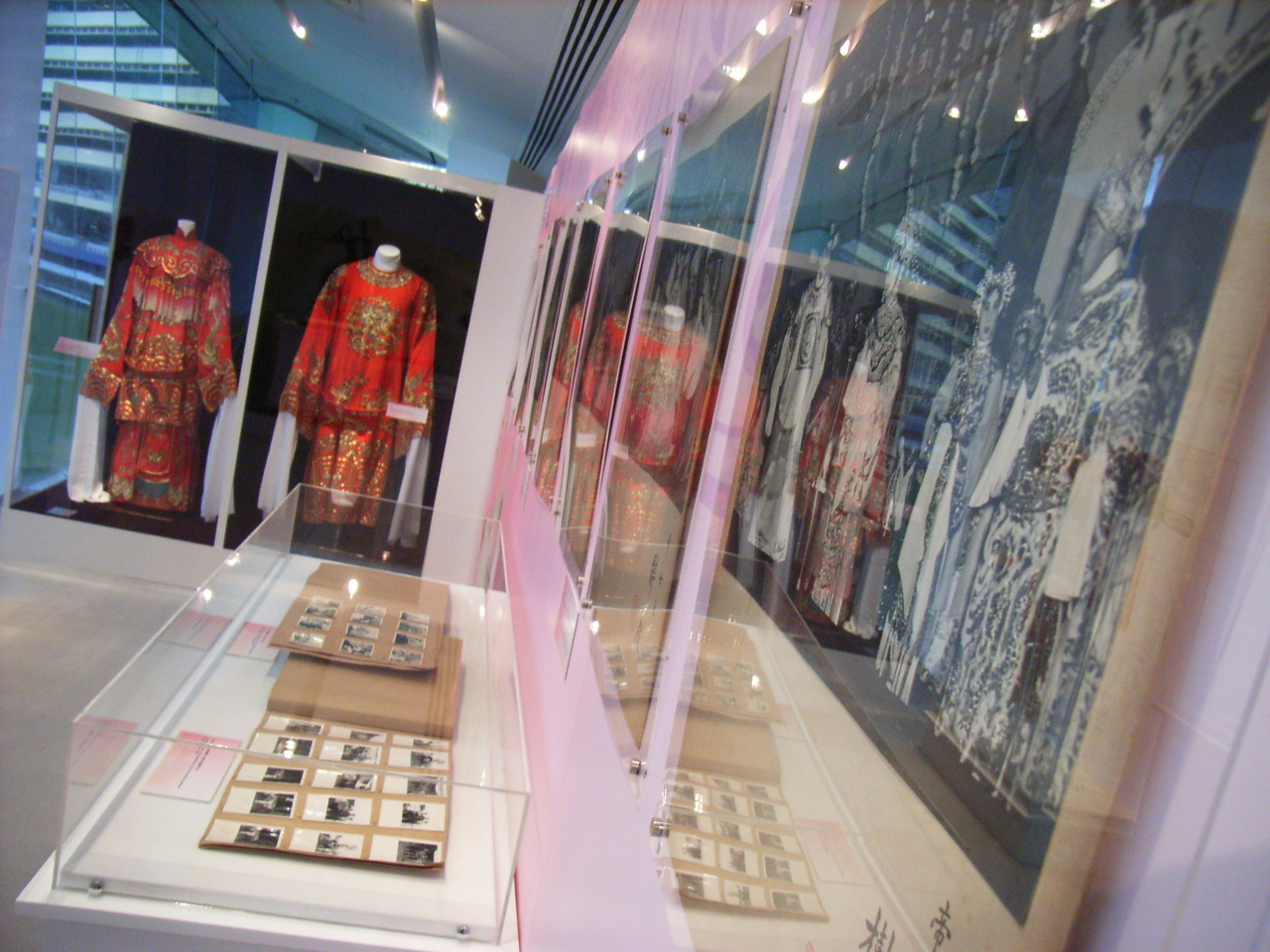
Виставка оперних костюмів

Костюми відповідають темі вистави і вказують на персонажа, що зображується. Костюми також вказують на статус персонажів. Персонажі нижчого статусу, наприклад жінки, носять менш складні сукні, тоді як персонажі вищого рангу мають більш декоративні костюми.
Відомі виконавці (大老倌), перераховані вище, які грають шість головних персонажів (зазвичай поєднання 2 Санг, 2 Даан, Цзін і Кау), як правило, повинні платити за свої костюми. Згодом ці виконавці реінвестували свій дохід у свій гардероб, що свідчило про їхній успіх. Після виходу на пенсію гардероб виконавця був або проданий, або переданий іншому виконавцю.
Для кар'єрних виконавців костюми з блискітками є важливими для святкових виступів у різних «бамбукових театрах» (神功戲). На думку деяких колекціонерів мистецтва, ці костюми, які передавалися з покоління в покоління професійних виконавців, безцінні. З часом матеріали, з яких виготовляли костюми, змінювалися. З 1950-х по 1960-ті роки блискітки були найпоширенішим матеріалом, який використовувався для дизайну костюмів. Сьогодні дизайнери прагнуть використовувати страси або фольговану тканину (閃布). У порівнянні з паєтками, стрази і фольгована тканина легше. Однак багато виконавців старшого покоління продовжують використовувати блискітки, і вони вважають їх більш помітними на сцені.
Більшість костюмів у кантонській опері є традиційними. Оскільки дизайну костюмів в основному навчають під час учнівства, дизайн костюмів залишається в основному незмінним. Деякі дизайнери навчаються майстерності у членів сім'ї, успадковуючи певний стиль.
У 1973 році Ям Кім Фай подарувала Лунг Кім Санг, своїй протеже, повний набір костюмів із блискітками, необхідних для дебюту в кар'єрі під час ведення її власного комерційного виступу в китайському новорічному бамбуковому театрі.
Деякі костюми відомих виконавців, таких як Лам Кар Сінг і Нг Квун-Лай, позичені або передані в дар Музею спадщини Гонконгу.

### Зачіски, шапки та шоломи

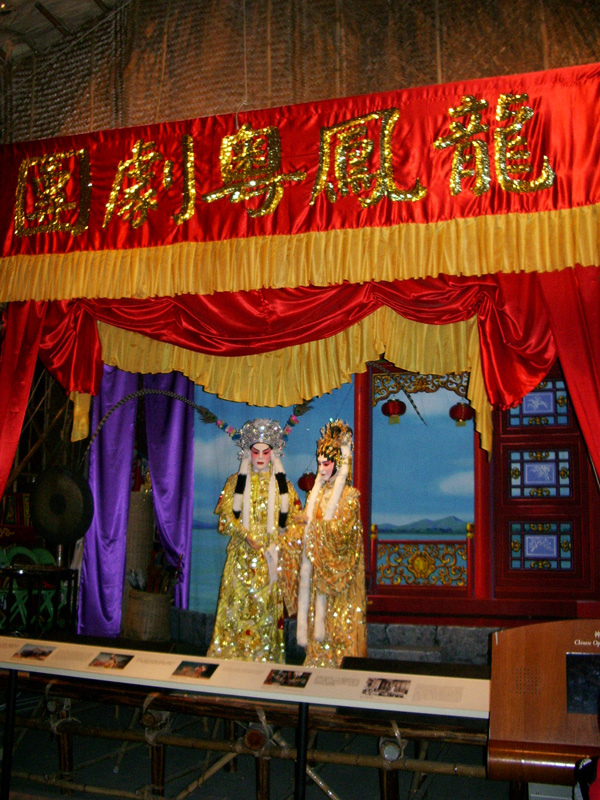
Виставка кантонської опери в Музеї історії Гонконгу, 2008 рік.

Капелюхи та шоломи означають соціальний статус, вік і здібності: вчені та чиновники носять чорні капелюхи з крилами з обох боків; генерали носять шоломи з фазанячими хвостами; солдати носять звичайні шапки, а королі носять корони. Королеви чи принцеси мають прикрашені дорогоцінними каменями шоломи. Якщо капелюх або шолом знято, це означає, що персонаж виснажений, розчарований або готовий здатися.
Зачіски можуть виражати емоції персонажа: воїни виражають свій сум через програш у битві, розмахуючи хвостами. Для жіночих ролей булочки вказували на дівчину, тоді як заміжня жінка мала «дай тау» (кит. трад.: 低頭).
У легендах про три королівства Чжао Юнь і особливо Люй Бу дуже часто зображуються в шоломах із фазанячим пір'ям; це походить від кантонської опери, а не від військових костюмів їхньої епохи, хоча це конвенція, яка діяла за часів династії Цін або раніше.

## Слухові елементи

### Типи мовлення
Коментатори проводять суттєву різницю між співаним та усним текстом, хоча межа є складною. Існує велика різноманітність типів мовлення: один майже ідентичний стандартній розмовній кантонській мові, тоді як інший є дуже плавним і витонченим уривком поезії; одні мають ту чи іншу форму інструментального супроводу, а інші не мають; і деякі виконують досить специфічні функції, тоді як інші ширше адаптуються до різноманітних драматичних потреб.
У кантонській опері використовується мандарин або Guān Huà (кантонська: Gun1 Waa6/2), коли актори пов'язані з урядом, монархією чи військовими. Це також приховує від аудиторії слова, які є табу або нецензурними. Актор може розмовляти будь-яким діалектом мандаринської мови, але стародавньою чжунчжоу (кит.: 中州; ютпхін: Zung1 Zau1) варіант в основному використовується в кантонській опері. Чжунчжоу розташований у сучасній провінції Хенань, де його вважають «колискою китайської цивілізації», і поблизу Хуанхе. Guān Huà зберігає багато початкових звуків багатьох сучасних мандаринських діалектів, але використовує склади та коди середньокитайської мови. Наприклад, слова 張 і 將 обидва вимовляються як /tsœːŋ˥˥/ (ютпхін: zœng1) сучасною кантонською мовою, але відповідно буде вимовлятися як /tʂɑŋ˥˥/ (піньїнь: zhāng) і /tɕiɑŋ˥˥/ (піньїнь: jiāng) в Guān Huà. Крім того, слово 金 вимовляється як /kɐm˥˥/ (ютпхін: gam1) сучасною кантонською та /tɕin˥˥/ (піньїнь: jīn) стандартною мандаринською, але оперний Guān Huà використовуватиме /kim˥˥/ (піньїнь: gīm). Однак актори, як правило, використовують кантонські звуки, коли розмовляють мандаринською мовою. Наприклад, команда для «вийти» є下去 і артикулюється як /saː˨˨ tsʰɵy˧˧/ в опері Guān Huà порівняно з /haː˨˨ hɵy˧˧ / (ютпхін: haa6 heoi3) сучасною кантонською та /ɕi̯ɑ˥˩ tɕʰy˩/ (піньїнь: xià qu) стандартною мандаринською.

### Музика
Кантонські оперні твори класифікуються як «театральні» або «співочі сцени» (歌壇). Театральний стиль музики далі класифікується як західна музика (西樂) і китайська музика (中樂). Хоча стиль «співочої сцени» — це завжди західна музика, театральний стиль може бути китайською або західною музикою. «Чотири великі чоловічі вокали» (四大平喉) були актрисами та відомими представницями стилю «співочої сцени» на початку 20 століття.
Західна музика в кантонській опері супроводжується струнними, дерев'яними духовими, мідними та електричними інструментами. Тексти написані відповідно до мелодій п'єси, хоча одна пісня може містити кілька мелодій, виконавці можуть додавати власні елементи. Те, чи буде пісня добре виконана, залежить від власної емоційної участі та здібностей виконавців.

### Музичні інструменти

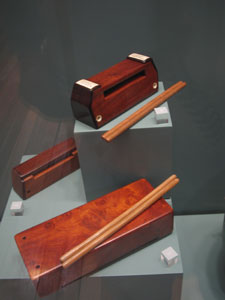
Бангзі (梆子) — один із основних інструментів кантонської опери

До створення Народної Республіки в 1949 році кантонська інструментальна музика називалася чінг ям. Кантонські інструментальні мелодії використовувалися в кантонській опері як додаткова інструментальна музика або як постійні мелодії, на які складалися нові тексти, починаючи з 1930-х років.
На використання інструментів у кантонській опері вплинули як західна, так і східна культури. Причиною цього є те, що Кантон був одним із перших місць у Китаї, де налагодилися торгові відносини із західними цивілізаціями. Крім того, Гонконг перебував під сильним впливом Заходу, коли був британською колонією. Ці фактори сприяли спостереженню західних елементів у кантонській опері.
Наприклад, використання ерху (двострунної смичкової скрипки), саксофонів, гітар і конґи продемонструвало, наскільки різноманітними є музичні інструменти в кантонських операх.
Музичні інструменти в основному поділяються на мелодичні та ударні.
Традиційні музичні інструменти, які використовуються в кантонській опері, включають духові, струнні та ударні . Духові та струнні охоплюють ерху, гаоху, єху, янцін, піпу, ді та гуань, тоді як перкусія включає багато різних барабанів і тарілок. Ударні контролюють загальний ритм і темп музики, тоді як гаоху керує оркестром. У більш бойовому стилі використовується сона.
Інструментальний ансамбль кантонської опери складається з двох відділів: секції мелодії та секції ударних. Секція ударних має власний величезний масив музичних матеріалів, які зазвичай називають ло гу дім (鑼鼓點) або просто ло гу (鑼鼓). Ці «ударні візерунки» виконують ряд специфічних функцій.
Щоб побачити зображення та послухати звуки інструментів, перейдіть на сторінки 1 та сторінки 2.

## Умови
список часто використовуваних термінів.
- Пір'я фазана (雉雞尾; кантонська: Ci4 Gai1 Mei5): Вони прикріплюються до шолома в п'єсах моу (武) і використовуються для вираження навичок і виразів персонажа. Їх носять як чоловічі, так і жіночі персонажі.
- Водні рукави (水袖; кантонська: Seoi2 Zau6): Це довгі розпущені рукави, якими можна помахати та розмахувати, як водою, які використовуються для сприяння емоційним жестам та експресивним ефектам як чоловіків, так і жінок у чоловічих п'єсах (文).
- Рухи рук (手動作; кантонська: Sau2 Dung6 Zok3): Рухи рук і пальців відображають музику, а також дію п'єси. Жінки тримають руки в елегантній формі «лотоса» (荷花手; кантонська: Ho4 Faa1 Sau2).
- Круглий стіл/прогулянка (圓臺 або 圓台; кантонська: Jyun4 Toi4): Основна риса кантонської опери — рух ходьби — один із найскладніших для освоєння. Жінки роблять дуже маленькі кроки і піднімають тіло, щоб створити відчуття відстороненості. Чоловіки-актори роблять більші кроки, що передбачає подолання великих відстаней. Актори линуть по сцені, а верхня частина тіла не рухається.
- Черевики (高靴; кантонська: Gou1 Hœ1): Це чорні черевики з високою білою підошвою, яку носять чоловіки, які можуть заважати ходити.
- Гво Вай (過位; кантонська: Gwo3 Wai6/2): Це рух, у якому два виконавці рухаються перехресним способом на протилежні боки сцени.
- Deoi Muk (對目; кантонська: Deoi3 Muk6): У цьому русі два виконавці ходять по колу обличчям один до одного, а потім повертаються на свої вихідні позиції.
- «Розтягування гір»" (拉山; кантонська: Laai1 Saan1) і «Хмарні руки» (雲手; кантонська: Wan4 Sau2): Це основні рухи кистей і рук. Це НАЙважливіший базовий рух в УСІХ китайських операх. УСІ інші рухи та навички базуються на цій формі.
- Зовнішній крок (出步; кантонська: Ceot1 Bou6): Це ефект линути, який використовується при ходьбі.
- Маленький стрибок (小跳; кантонська: Siu2 Tiu3): Найчастіше в п'єсах моу (武) актор тупотить перед тим, як піти.
- Літаюча нога (飛腿; кантонська: Fei1 Teoi2): Удар півмісяця.
- Розкидання волосся (旋水髮; кантонська: Syun4 Seoi2 Faat3): Кругове помахування хвостиком, що виражає надзвичайний смуток і розчарування.
- Пряжка/квітка (繡花; кантонська: Sau3 Faa1): Прикраса у формі квітки, яку носять на грудях. Червона квітка на чоловікові означає, що він заручений.
- Батіг (馬鞭; кантонська: Maa5 Bin1): Виконавці розмахують батогом і ходять, імітуючи їзду на коні.
- Сіфу (師傅; кантонська: Si1 Fu6/2): Буквально, майстер, це формальний термін, на відміну від наставника, для досвідчених виконавців і вчителів, у яких їхні власні учні, інші учні та молоді виконавці вчаться та наслідують як учні.